# Dickens Mathurin
Dickens Mathurin es un deportista canadiense que compitió en taekwondo. Ganó dos medallas en el Campeonato Panamericano de Taekwondo, en los años 1992 y 1994.

## Palmarés internacional
| Campeonato Panamericano | Campeonato Panamericano           | Campeonato Panamericano | Campeonato Panamericano |
| Año                     | Lugar                             | Medalla                 | Categoría               |
| ----------------------- | --------------------------------- | ----------------------- | ----------------------- |
| 1992                    | Colorado Springs (Estados Unidos) | Medalla de plata        | –54 kg                  |
| 1994                    | Heredia (Costa Rica)              | Medalla de bronce       | –54 kg                  |